# Estádio Francisco Vargas
Estádio  Francisco Vargas – stadion  w Ananindeua, Pará, Brazylia, na którym swoje mecze rozgrywają kluby Clube Municipal Ananindeua.